# Приисковый (Приморский край)
Прииско́вый (до 1972 года — Тихангоу) — посёлок в составе Находкинского городского округа Приморского края. Расположен на берегу бухты Подосёнова (до 1972 года — Тихангоу или Большой Тихангоу), на северо-западе полуострова Трудный.
Население — около 300 человек. Посёлок с Находкой связывает автобусный маршрут № 16: кафе «Якорь» — посёлок Приисковый. Летом здесь работают базы отдыха и прибрежные кафе. Имеется местное кладбище.

## История
Урочище Тихангоу упоминается в 1909 году. В 1915 году уже существовала деревня Тихвангоу. В 1915 году в Тихангоу находилось два 1-классных министерских училища.
По материалам Всесоюзной переписи населения 1926 года, в состав Тивангоуского сельсовета входило несколько корейских селений. В 1929 году в Логонештенский сельсовет входил хутор Тихвангоу, в котором числилось одно хозяйство, русское, всего проживало 7 человек. К 1936 году в Логанештенский сельский совет вошло несколько селений, в том числе посёлок Большой Тихангоу (278 человек). В 1930-х годах в Тихангоу появился рыболовецкий колхоз «Трудрыба», позже «им. Сталина». В 1937 году колхоз был ликвидирован. В 1944 году территория рыбокомбината имени И. Сталина (посёлок Тихангоу, ныне — Приисковый) вошла в состав новообразованного Находкинского района. На топографической военной карта РККА территории Приморья (состояние местности 1906—1945 годов) показано селение «Трудрыба (Тихангоу)».
После окончания Великой Отечественной войны в 1945 году на месте бывшего рыболовного корейского колхоза «Трудрыба» был организован проверочный лагерь заключённых НКВД, который состоял из военнослужащих Красной Армии, освобождённых из немецкого плена. В 1946 году база «Тихангоу» входила в состав рыбокомбината «Тафуин». Примерно в 1953 году или раньше в Тихонгоу открылся прииск.
В журнале «Морской флот» за 1972 году сообщалось о том, что «жители посёлка Тихангоу жаловались на недостатки в автобусном движении». В журнале «Геотектоника» за 1972 года упоминалось «село Тихангоу (в 8 км западнее г. Находка)». В 1972 году бухта Большой Тихангоу, на берегу которой располагалось селение, была переименована в бухту Подосёнова (см.: Переименование географических объектов на Дальнем Востоке в 1972 году).